# Relazioni bilaterali tra Georgia e Turchia
Le relazioni bilaterali tra Georgia e Turchia si riferiscono alle relazioni diplomatiche tra Georgia e Turchia. Dopo la dissoluzione dell'Unione Sovietica, la Turchia ha riconosciuto l'indipendenza della Georgia il 16 dicembre 1991. Il 21 maggio 1992 è stato firmato il protocollo formale sull'istituzione delle relazioni diplomatiche tra i due paesi.  Attualmente è in vigore un accordo di libero scambio.  La Georgia ha un'ambasciata ad Ankara, e due consolati, generali a Istanbul e Trebisonda. La Turchia ha un'ambasciata a Tbilisi e un consolato generale a Batumi. Entrambi i paesi sono membri a pieno titolo del Consiglio d'Europa, dell'Organizzazione per la sicurezza e la cooperazione in Europa, il BLACKSEAFOR (Black Sea Naval Co-operation Task Group), l'Organizzazione della cooperazione economica del Mar Nero e l'Organizzazione mondiale del commercio. La Turchia è già membro della NATO, mentre la Georgia è uno Stato candidato.
Ci sono diverse migliaia di etnici georgiani in Turchia e un numero minore di turchi (turchi meskheti) residenti in Georgia. A causa dei secolari legami storici e culturali tra i due paesi, i rapporti sono generalmente cordiali anche se occasionalmente sorgono controversie.

## Relazioni odierne
Nel 2013, una mappa nazionalista turca pubblicata aveva incluso il territorio dell'Agiaria in territorio turco, il che ha causato attriti e ostilità tra Georgia e Turchia. La questione è stata ampiamente sottovalutata, inoltre, nel 2017 con il presidente turco Recep Tayyip Erdoğan che ha tenuto un discorso menzionando la città georgiana di Batumi, provocando il ritorno dell'attrito.

## Missioni diplomatiche
Repubblica di Georgia
- Ankara (ambasciata)
- Istanbul (consolato generale)
- Trebisonda (consolato generale)

Repubblica di Turchia
- Tbilisi (ambasciata)
- Batumi (consolato generale)